# Боливия на летних Олимпийских играх 2024

## Квалификация
| № п/п | Вид спорта      | Мужчины        | Мужчины                | Женщины        | Женщины                | Всего          | Всего                  |
| № п/п | Вид спорта      | Завоевано квот | Количество спортсменов | Завоевано квот | Количество спортсменов | Завоевано квот | Количество спортсменов |
| ----- | --------------- | -------------- | ---------------------- | -------------- | ---------------------- | -------------- | ---------------------- |
| 1     | Лёгкая атлетика | 1              | 1                      | 1              | 1                      | 2              | 2                      |
| 2     | Плавание        | 1              | 1                      | 1              | 1                      | 2              | 2                      |
|       | ИТОГО           | 2              | 2                      | 2              | 2                      | 4              | 4                      |

## Состав команды
Лёгкая атлетика
1. Эктор Гарибей[англ.]
2. Гуадалупе Торрес[англ.]

 Плавание
1. Эстебан Нуньес дель Прадо[англ.]
2. Мария Хосе Рибера[англ.]

## Легкая атлетика
Легкоатлеты Боливии выполнили квалификационный норматив для участия в мужском марафоне и получили универсальное место в женском беге на 100 метров.
Беговые дисциплины
| Спортсмен        | Дисциплина      | Забеги    | Забеги | 1 круг    | 1 круг | Полуфиналы            | Полуфиналы            | Финал                 | Финал                 |
| Спортсмен        | Дисциплина      | Результат | Место  | Результат | Место  | Результат             | Место                 | Результат             | Место                 |
| ---------------- | --------------- | --------- | ------ | --------- | ------ | --------------------- | --------------------- | --------------------- | --------------------- |
| Эктор Гарибей    | Мужчины марафон | —         | —      | —         | —      | —                     | —                     | 2:15.54               | 60                    |
| Гуадалупе Торрес | Женщины 100 м   | 11,60     | 13 Q   | 11,68     | 8      | завершила выступление | завершила выступление | завершила выступление | завершила выступление |

## Плавание
Боливия получила два универсальных места для участия в олимпийском турнире пловцов.
| Спортсмен                 | Дисциплина                 | Заплывы | Заплывы | Полуфиналы           | Полуфиналы           | Финал                | Финал                |
| Спортсмен                 | Дисциплина                 | Время   | Место   | Время                | Место                | Время                | Место                |
| ------------------------- | -------------------------- | ------- | ------- | -------------------- | -------------------- | -------------------- | -------------------- |
| Эстебан Нуньес дель Прадо | Мужчины 200 м комплекс     | 2.08,10 | 23      | завершил выступление | завершил выступление | завершил выступление | завершил выступление |
| Мария Хосе Рибера         | Женщины 50 м вольный стиль | 26,07   | 28      | завершил выступление | завершил выступление | завершил выступление | завершил выступление |